# Reel 2 Real
Reel 2 Real foi um projeto musical americano, formado em 1992 pelo produtor musical e DJ Erick Morillo. O projeto é mais conhecido pelo hit de 1993 "I Like to Move It", uma canção que seria mais tarde usada no filme de animação de 2005 Madagascar, tornando-se o tema da série de filmes.
Ao todo, o Reel 2 Real lançou dois álbuns em seus anos ativos: "Move it!" em 1994 e "Are You Ready for Some More?" em 1996.
Em 1 de setembro de 2020, Morillo morreu de overdose aos 49 anos.

## Discografia

### Álbuns
- 1994: Move it!
- 1996: Are You Ready for Some More?

### Singles
- "The New Anthem" (feat. Erick Moore) (1992)
- "Go On Move" (feat. The Mad Stuntman) (1993)
- "I Like to Move It" (feat. The Mad Stuntman) (1993)
- "Can You Feel It?" (feat. The Mad Stuntman) (1994)
- "Raise Your Hands" (feat. The Mad Stuntman) (1994)
- "Conway" (feat. The Mad Stuntman) (1995)
- "Jazz It Up" (1996)
- "Are You Ready for Some More?" (1996)
- "Move Your Body (Mueve la Cadera)" (feat. Proyecto Uno) (1996)
- "Raise Your Hands (Shadow Child Update)" (feat. The Mad Stuntman)